# Ana Bela Baltazar
Ana Bela Baltazar (Mozambique, 1972) es una psicóloga portuguesa, especializada en la lengua de señas.

## Biografía
Obtuvo su licenciatura en Psicología Clínica por la Universidad Lusíada de Oporto; y posteriormente la maestría en Psicología Clínica y de la Salud por el Instituto Superior da Maia, realizando la defensa de la tesis: “Surde: Auto-Percepção e Leitua do Mundo – Uma Abordagem Psicossociológica das Relações Parentais de Indivíduos Surdos”. Asiste a la Maestría en Traducción e Interpretación en Lengua de Signos en Portugués en la Escuela Superior de Educación de Oporto.
Como docente, enseña "Teoría y Práctica de la Traducción y de la Interpretación de la Lengua Gestual Portuguesa" en la Escola Superior de Educação de Oporto, habiendo coordinado cursos de orientación y etapas de la Traducción e Interpretación de la Lengua de Signos portugués, tanto en esa institución como en la Escuela Superior de Educación de Coímbra.
Desde 1994, ejerce las funciones de intérprete de la lengua de signos portuguesa en conferencias, seminarios y talleres, y ha participado como conferencista y entrenadora en numerosos seminarios sobre el tema.
En Angola, integró una Comisión para la divulgación y promoción de la Lengua de Signos, como formadora e intérprete, en el ámbito de un Programa de Cooperación con Portugal.
Es intérprete oficial de la Radio y Televisión de Portugal - muy conocida por su actuación en el programa Plaza de la Alegría - y en el de la Asociación de Sordos de Oporto, donde enseña en el Curso de Formación Continua de Intérpretes de Lengua Gestual; y es presidenta del Centro de Traductores e Intérpretes de Lengua de Signos y es socia-gerenta de la CTILG, empresa de traducciones.

## Obra
Es autora de un diccionario de lengua de signos portuguesa, publicado por la Porto Editora, con 1168 páginas, incluyendo 5200 entradas de palabras, y 15 000 imágenes.